# Pentheszileia
Pentheszileia (görög betűkkel Πενθεσίλεια, latinosan Penthesilea) amazon királynő a görög mitológiában. Arész és Otréré leánya. Testvérei Hippolüté, Antiopé és Melanippé. A trójai háborúban tűnik fel, de az Iliaszban nem szerepel, csak a homéroszi világot kibővítő későbbi irodalmi alkotásokban.

## Élete
Kointosz Szmürnaiosz és Pszeudo-Apollodórosz írta le, hogy Pentheszileia egy vadászaton (vagy Thészeusz lakomáján) véletlenül megölte testvérét, Hippolütét. Emiatt száműzetésbe ment és a háborúkat kereste. Priamosz trójai király tisztító szertartást végzett és felkérte, hogy segítse őt a görögök ellen. Pentheszileia a Posthomerica elején éjszaka érkezik Trójába, Hektór halála és temetése után. Megígérte Priamosznak, hogy megöli Akhilleuszt. Diodórosz szerint tizenkét amazon kísérte. Ők Antibroté, Ainia és a Kléte, Alkibié, Antandré, Bremusza, Derimakheia, Derinoé, Harmothoé, Hippothoé, Polemusza és Thermodosza. Sok görögöt győzött le hamarosan, köztük Makhaónt is, de többen elkerülték a csatában, mint Aiasz (a nagy), mert nem akartak nővel küzdeni. Végül Akhilleusz keze által esett el, aki egyetlen mellvértre mért csapással ölte meg. Akhilleusz beleszeretett a halott amazonba és megsiratta.